# Proyecto de Banco de Semillas del Milenio

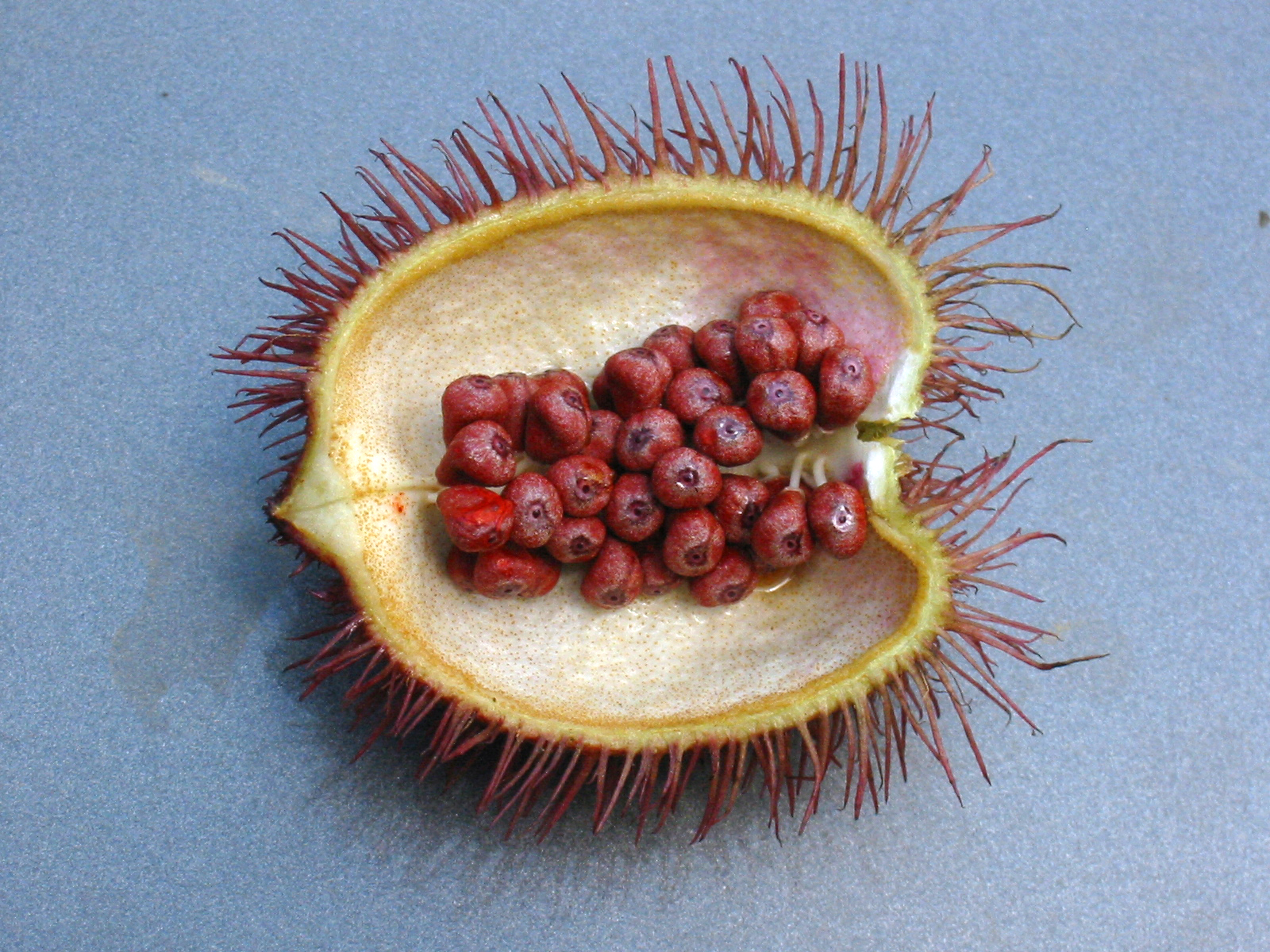
Semillas de Bixa orellana

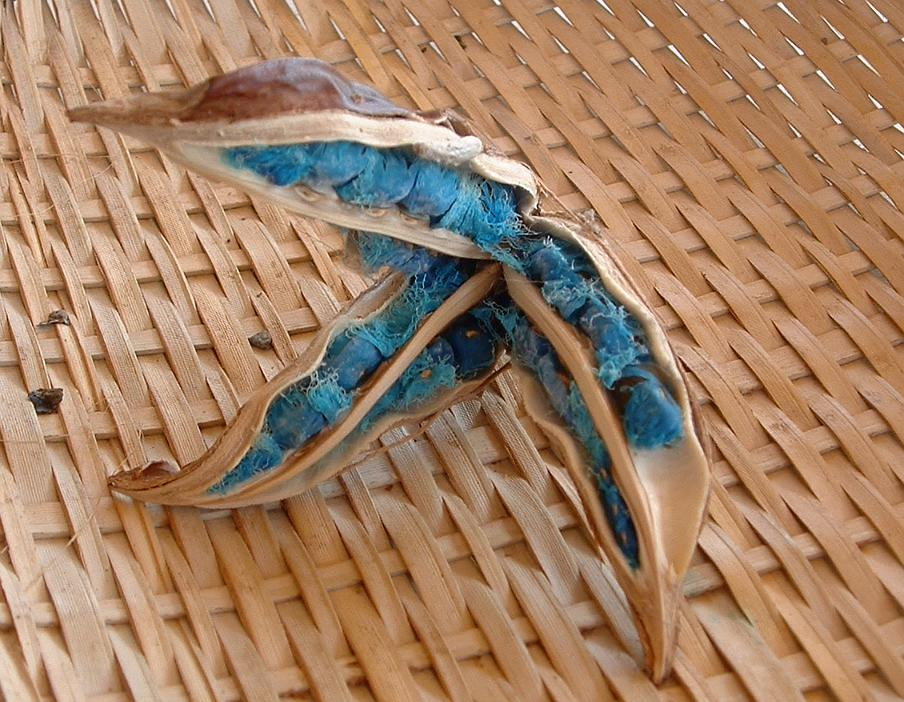
Semillas de Ravenala madagascariensis

El Proyecto de Banco de Semillas del Milenio (en inglés: Millennium Seed Bank Project), es un proyecto de conservación a nivel internacional coordinado por el Real Jardín Botánico de Kew. Iniciado en el año 2000 y albergado en el Millennium Building (Edificio Milenio) del Wellcome Trust ubicado en los terrenos de Wakehurst Place Garden en West Sussex, su propósito es proporcionar una "póliza de seguro" contra la extinción de plantas en su medio silvestre, almacenando las semillas para el uso futuro. Las instalaciones del almacenaje consisten en grandes cámaras acorazadas congeladas subterráneas que preservan la colección de semillas más grande del mundo.
En la colaboración con otros proyectos de biodiversidad se envían expediciones alrededor del mundo para recoger las semillas de las plantas de tierras áridas. En lo posible las colecciones se mantienen en el país de origen con los duplicados que son enviados al «Millennium Seed Bank Project» para su almacenaje. Las instituciones colaboradoras importantes existen en todos los continentes, permitiendo a los países implicarse para resolver objetivos internacionales tales como estrategia global para la conservación de las plantas y los Objetivos de Desarrollo del Milenio de Programa de las Naciones Unidas para el Medio Ambiente.
En abril del 2007, se alcanzaron el mil millones de semillas almacenadas, con Oxytenanthera abyssinica, un tipo de bambú de África.

## Metas del proyecto
Las principales metas del proyecto son:
- recolectar las semillas de 24,000 especies de plantas para el 2010, representativas del 10% de la flora de las zonas áridas del mundo.
- recolectar semillas de toda la flora nativa del Reino Unido.
- investigación adicional en la conservación y en la preservación de semillas y plantas.
- actuar como punto focal para la investigación en esta área y animar al interés público.

## Colaboradores internacionales
Existen instituciones colaboradoras en Australia, China, Jordania, Líbano, América y África. Australia es particularmente significativa pues su flora constituye el 15% del total de las especies del mundo, con el 22% de ellas identificadas como bajo amenaza de extinción.

## Preservación de las semillas
Cuando llegan las semillas necesitan ser limpiadas y ser confirmada su identificación. Entonces se secan, empaquetándose de nuevo y almacenadolas en condiciones de criogenia. Cuando las semillas son requeridas para la investigación, y comprobar las condiciones de la viabilidad y de almacenaje, las semillas se germinan periódicamente. Las semillas almacenadas también se hacen germinar y crecer en cultivo cuando la viabilidad en estado silvestre ha caído a niveles bajos, y las semillas obtenidas se distribuyen donde se necesitan. Todas las semillas están proporcionadas por instituciones altruistas sobre la base del mutuo beneficio.